# Alexanderkirche (Oerlinghausen)
Die evangelisch-reformierte Pfarrkirche oder Alexanderkirche ist eine dreijochige Hallenkirche mit 5/8-Schluss und befindet sich in der ostwestfälisch-lippischen Stadt Oerlinghausen im Kreis Lippe. Die Kirche ist mit der Nummer 1 als Baudenkmal in die städtische Denkmalliste eingetragen.

## Geschichte
Als sich das Christentum um 850 n. Chr. im nördlichen Europa ausbreitete, könnte hier am wichtigen Pass über den Teutoburger Wald die erste Kirche gestanden haben. Die ältesten Teile der Grundmauern der heutigen Kirche bestehen aus den Überresten einer romanischen Basilika aus der Zeit um 1200. Im Innenraum der Kirche ist noch der Verlauf des alten Mauerwerks zu erkennen.
Der heutige Bau im gotischen Stil entstand zwischen 1511 und 1514 nach einem verheerenden Feuer im Jahr 1509. Vom Vorgängerbau aus der ersten Hälfte des 13. Jahrhunderts wurden die Seitenschiffsmauern und der untere Teil des Westturmes übernommen. Bis 1862 befand sich im Umfeld der Kirche ein Friedhof, auf dem im Laufe der Jahrhunderte rund 30.000 Menschen begraben wurden. Ein alter erhaltener Grabstein an der Nordseite der Kirche trägt die Jahreszahl 1702. 1878 wurde die Kirche unter Leitung des lippischen Baurates Ferdinand Ludwig August Merckel umfassend erneuert. Hierbei wurde der ursprünglich stumpfe Kirchturm mit einem Spitzhelm versehen.
Den Namen Alexanderkirche erhielt sie vom Heiligen Alexander. Im Jahr 851 bekam Kaiser Lothar die Gebeine Alexanders von Papst Leo IV. als Geschenk vermacht und ließ sie von Rom nach Wildeshausen bringen. An der Wegstrecke wurden die Alexanderkirchen errichtet, so auch die Oerlinghauser Alexanderkirche.

## Architektur und Ausstattung

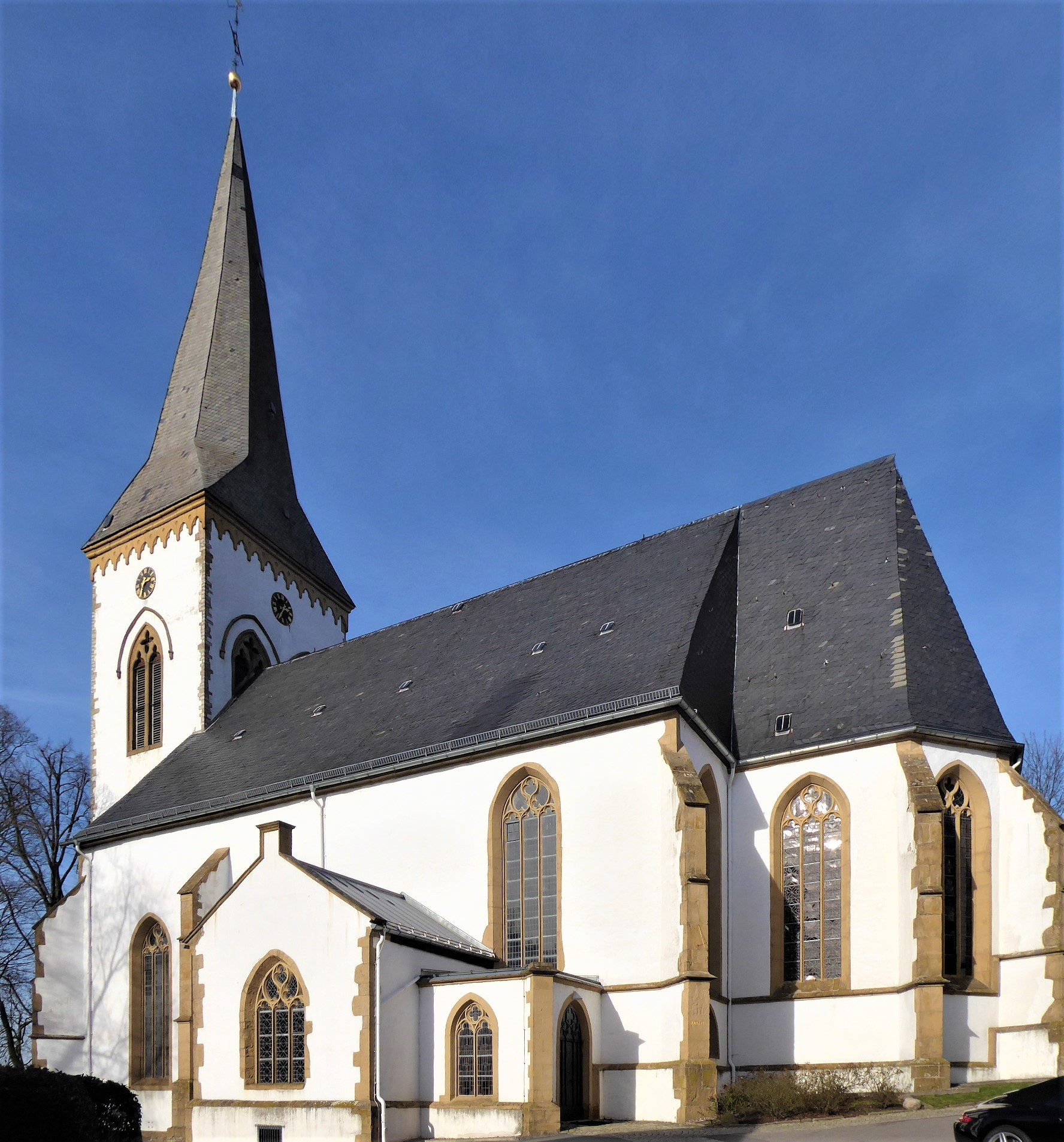
Ansicht von Südosten

Der Kirchturm erreicht bis zum Wetterhahn eine Gesamthöhe von 69 Metern. Der Innenraum der Kirche ist rund 31 Meter lang und 16 Meter breit. Die Kreuzgewölbe erreichen bis zum Schlussstein eine Höhe von 12,5 Metern. Einige Steine im Gewölbe tragen Inschriften. Auf dem Schlussstein in der Vierung ist die Inschrift „ihs (Jesus) – maria-sanctus-johannes-MvCXIV (1514)“ zu lesen.

### Fenster

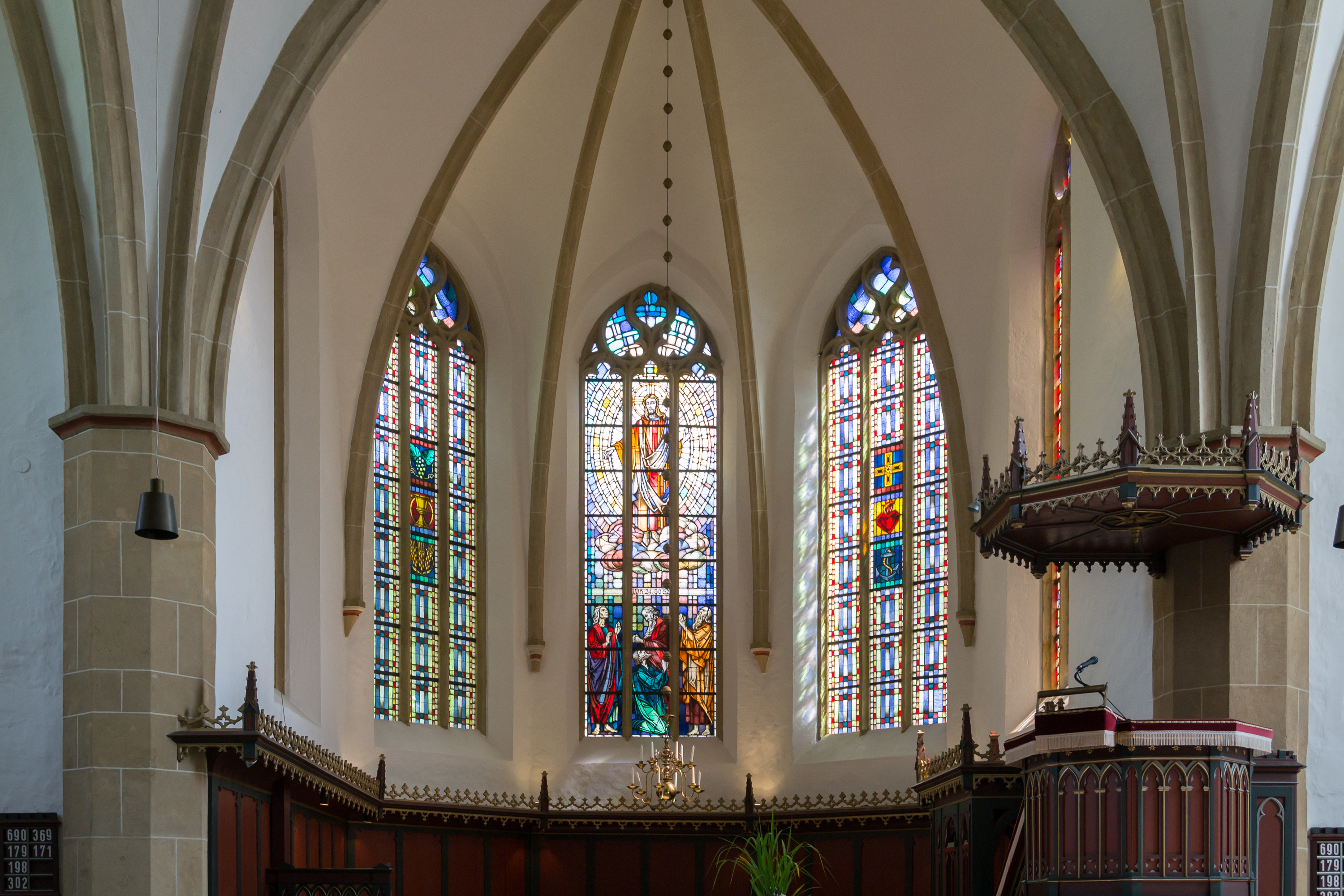
Rekonstruierte Chorfenster

Die farbigen Fenster im Chorbereich wurden um 1930 vom Bielefelder Künstler Karl Löwe gestaltet. In den Ostertagen 1945 wurde Oerlinghausen von amerikanischen Truppen besetzt. Der Kampf um die Stadt war rund um die Kirche besonders heftig und hatte eine starke Beschädigung der Kirchenfenster zur Folge. Zunächst wurden sie 1953 nach dem Entwurf von Karl Ehlers erneuert. In den 1980er Jahren wurden die Chorfenster in aufwändiger Arbeit von der Paderborner Glasmalerei Otto Peters nach der Vorlage von 1930 restauriert. Im linken Fenster sollen Weintraube, Kelch und Ähren das Abendmahl symbolisieren, während im rechten Fenster die Symbole Kreuz, Herz und Anker für Glaube, Liebe und Hoffnung zu erkennen sind. In der Mitte ist Christi Himmelfahrt dargestellt mit der Inschrift: LUK.24,50-52.

### Orgel

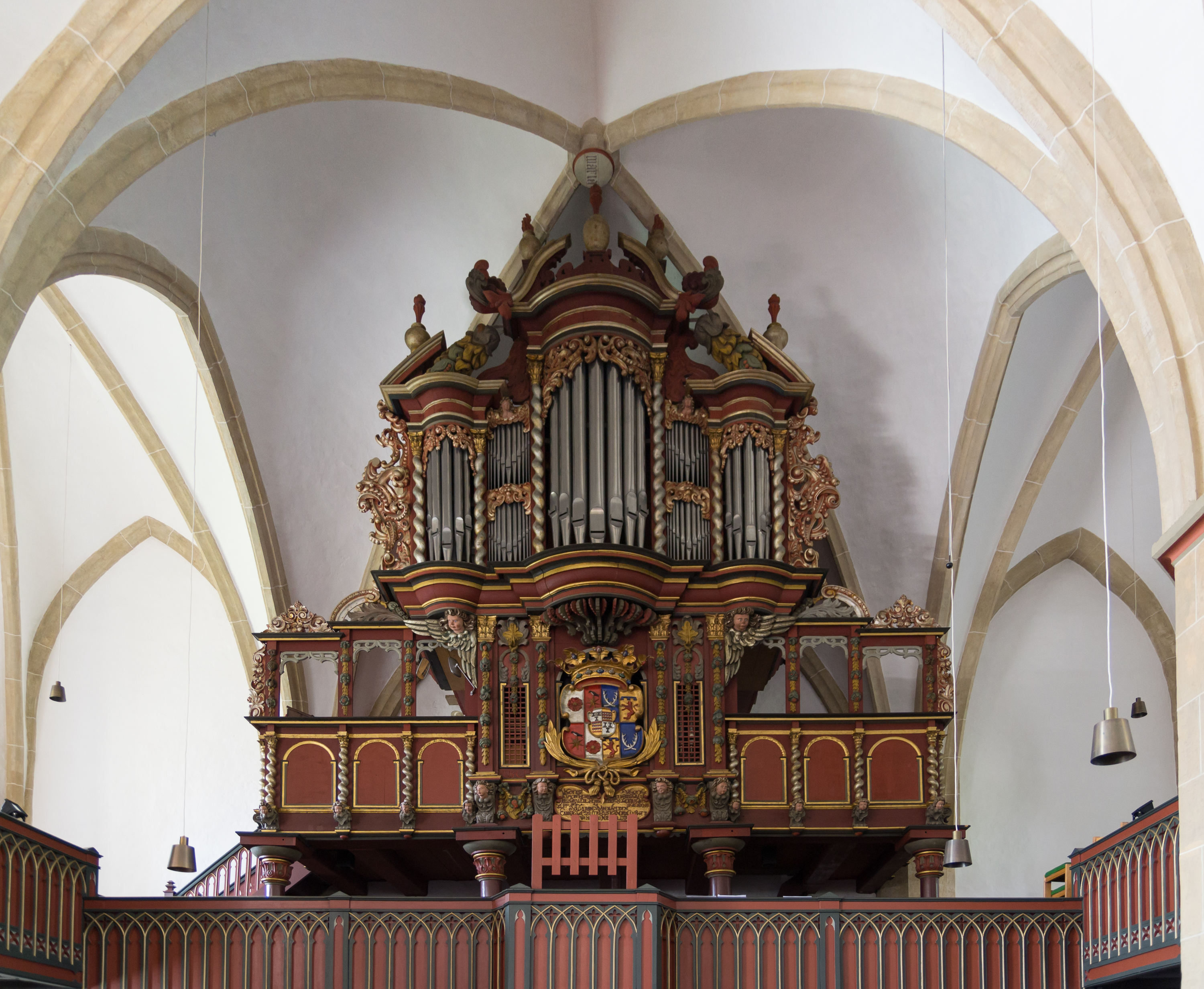
Orgelprospekt von 1688

Ein bedeutendes Ausstattungsstück ist der Orgelprospekt von 1688. Er wurde im Stil des holländischen Bauernbarock gefertigt und ist eine Stiftung der Gräfin Amalie, einer geborenen Burggräfin zu Dohna – Brederode. Sie war die Gemahlin des Grafen Simon Heinrich zur Lippe und brachte holländische Besitzungen in die Ehe. Der Orgelprospekt zeigt in seiner Mitte das Wappen der lippischen Grafen, verbunden mit dem Wappen der Grafen zu Dohna. Der Künstler ist allerdings unbekannt. Die Orgel musste im Laufe der Zeit mehrfach erneuert werden, so um 1820 und in den Jahren 1886–1888. Auch nach dem Zweiten Weltkrieg mussten viele zerstörte Pfeifen ersetzt werden. Die letzte Erneuerung fand 1973 statt. Das Instrument hat heute 21 Register auf zwei Manualen und Pedal. Die Spiel- und Registertrakturen sind mechanisch.
| I Hauptwerk C– |                  |       |
| 1.             | Bordun           | 16′   |
| 2.             | Prinzipal        | 8′    |
| 3.             | Gedackt          | 8′    |
| 4.             | Oktave           | 4′    |
| 5.             | Offenflöte       | 2′    |
| 6.             | Sesquialtera III | 2 ⁄3′ |
| 7.             | Mixtur IV        |       |
| 8.             | Trompete         | 8′    |

| II Unterwerk C– |                 |       |
| 9.              | Rohrflöte       | 8′    |
| 10.             | Prinzipal       | 4′    |
| 11.             | Koppelflöte     | 4′    |
| 12.             | Schweizerpfeife | 2′    |
| 13.             | Quinte          | 1 ⁄3′ |
| 14.             | Scharf III      |       |
| 15.             | Krummhorn-Regal | 8′    |
|                 | Tremulant       |       |

| Pedal C– |                 |     |
| 16.      | Subbaß          | 16′ |
| 17.      | Prinzipal       | 8′  |
| 18.      | Metallgedackt   | 8′  |
| 19.      | Gemshorn        | 4′  |
| 20.      | Rauschpfeife IV |     |
| 21.      | Fagott          | 16′ |

- Koppeln: II/I, I/P, II/P

### Glocken

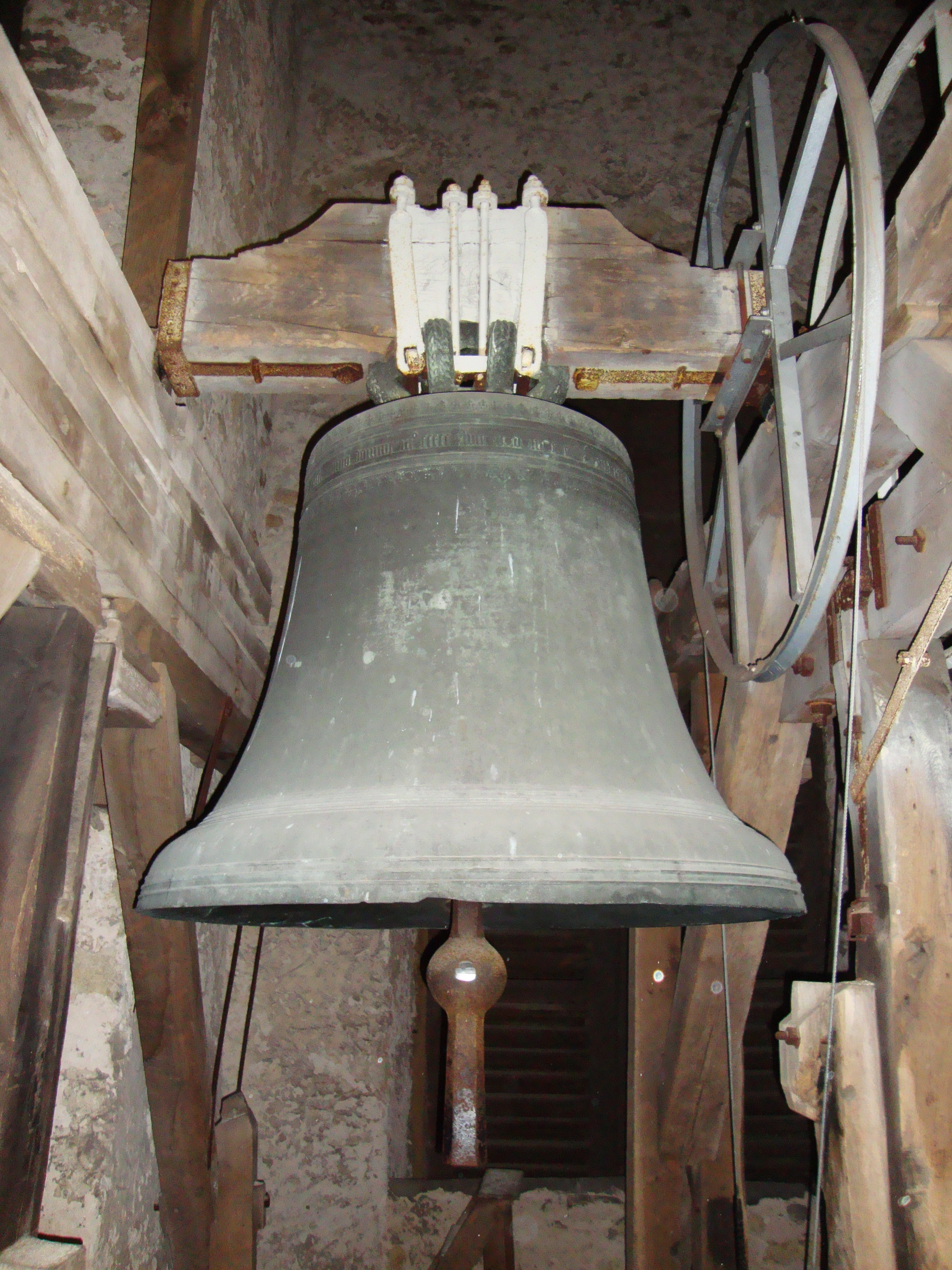
Alexanderglocke

Bis 1917 umfasste das Geläut drei Bronzeglocken. Im Ersten Weltkrieg schmolz man zwei davon ein. Übrig blieb die Alexanderglocke von 1547. Die Glocke hat eine in Niederdeutscher Sprache verfasste Inschrift: „Sanderus hete ick,(Alexander heiße ich) de levendige rope ick,(die Lebenden rufe ich) de doden beschrie ick,( die Toten beweine ich) deme donder sture ick,(Wind und Wetter trotze ich) Johan ahues de goet mick,(Johan Ahues hat mich gegossen) MCCCCCXLVII (1547) v.d.m.i.e. (Verbum Domini manet in aeternum)“ 1922 entschloss sich die Kirchengemeinde, drei neue Gussstahlglocken beim Bochumer Verein zu bestellen, wobei die alte Glocke zur Finanzierung verwendet werden sollte. Der Verkauf wurde durch Spenden aus der Bevölkerung und der lippischen Regierung verhindert. Im Verlauf des Zweiten Weltkriegs wurde die alte Glocke zum Einschmelzen vom Turm geholt. Nach Kriegsende fand man sie unter 2.000 weiteren Glocken auf dem Sammelplatz eines Kupferwerks in Lünen wieder. Am 30. November 1945 wurde sie erneut am Kirchturm hochgezogen. Seitdem besteht das Geläut aus vier Glocken, den drei Gussstahlglocken von 1923 und der alten Alexanderglocke von 1547. Die Glocken hängen nebeneinander im vierfeldrigen Holzglockenstuhl.
Morgens, mittags und abends läutet die Alexanderglocke zum Gebet (geht auf das altkirchliche Angelusgeläut zurück), sowie zu den Gottesdiensten an Invocavit, Gründonnerstag, Karfreitag, Buß- und Bettag und am Ewigkeitssonntag. Die große Glocke erklingt solistisch zu Trauerfeiern und zur Beisetzung. Am Samstagabend um 19 Uhr wird mit dem Vespergeläut zum Gebet gerufen und der Sonntag eingeläutet, am Sonntagmorgen um 8 Uhr erfolgt das Zeichenläuten, in der Läuteordnung auch Vorläuten genannt, und um 9:45 Uhr erklingt das Festgeläut, das zum Gottesdienst ruft, wobei jeweils die drei Stahlglocken läuten. Diese erklingen auch zu Taufgottesdiensten und vor und nach Traugottesdiensten.
| Nr. | Name            | Gussjahr | Gießer          | Ø (mm) | Masse (kg) | Material      | Nominal (HT-1/16) | Inschrift |
| 1   | Große Glocke    | 1923     | Bochumer Verein | 1780   | 2450       | Gussstahl     | h0                | „1914–1918 / Die Bronzeglocken nahm der Krieg / für Heimat, Ehre und den Sieg“ |
| 2   | Mittlere Glocke | 1923     | Bochumer Verein | 1500   | 1405       | Gussstahl     | d1                | „Umsonst war Leid und Opfertod / Das Volk zerbach in Hungersnot“ |
| 3   | Kleine Glocke   | 1923     | Bochumer Verein | 1380   | 1092       | Gussstahl     | e1                | „Bring, Herr, das Volk durch schwere Zeit / Lass es bestehn in Ewigkeit“ |
| 4   | Sanderusglocke  | 1547     | Johannes Alves  | 1303   | 1360       | Glockenbronze | dis1 +8           | Sanderus hete ick / de levendigen rope ick / de doden beschrie ick / deme donder sture ick / Johan ahues de goet mick / anno domini MCCCCCXLVII / v.d.m.i.e. [verbum Domini manet in eternum]. („Alexander heiße ich, die Lebendigen ruf ich, die Toten beweine ich, Wind und Donner trotze ich, Johan Ahues hat mich gegossen im Jahre des Herrn 1547. Des Herren Wort bleibt in Ewigkeit“). |

## Pastoren
- ab 1765 Georg Conrad von Cölln[4]

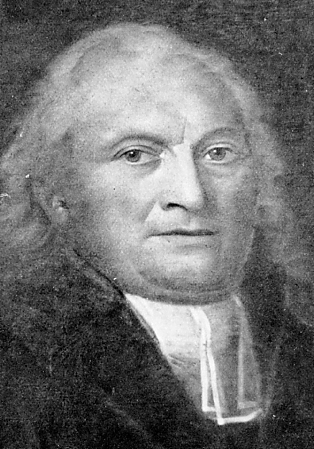
Ludwig Friedrich August von Cölln war Pfarrer in der Alexanderkirche und ab 1797 Generalsuperintendent der Lippischen Landeskirche

- danach Georg Conrads Bruder Ludwig Friedrich August von Cölln, ab 1797 Generalsuperintendent der Lippischen Landeskirche
- August Ernst Volckhausen, 1845 Superindentend a. D. und Pastor in Oerlinghausen[5], Sohn von Simon August Heinrich Volckhausen (1790–1803 Regierungsrat in Detmold)[6] und Zögling des Detmolder Gymnasiums.[7]

## Pfarrhaus
- Pfarrhaus Oerlinghausen